# هنري آبادي
هنري آبادي (بالفرنسية: Henri Abadie)‏ ولد بتاريخ 13 فبراير 1963 في فرنسا، هو دراج فرنسي سابق.

## روابط خارجية
- هنري آبادي على موقع أرشيف الدراجات (الإنجليزية)
- هنري آبادي على موقع إحصائيات الدراجات الإحترافية (الإنجليزية)